# Benjamín Castillo Plascencia

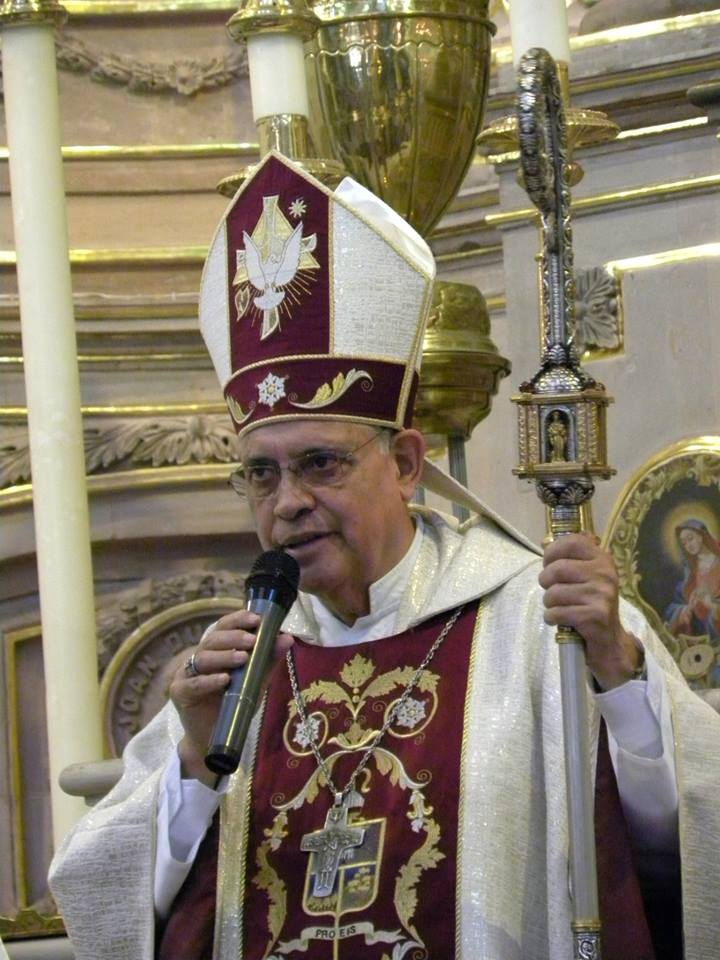
Benjamín Castillo Plascencia

Benjamín Castillo Plascencia (* 9. September 1945 in Ixtlahuacán del Río) ist ein mexikanischer Geistlicher und emeritierter römisch-katholischer Bischof von Celaya.

## Leben
Benjamín Castillo Plascencia empfing am 14. April 1974 die Priesterweihe für das Erzbistum Guadalajara.
Papst Johannes Paul II. ernannte ihn am 18. November 1999 zum Titularbischof von Sufasar und zum Weihbischof in Guadalajara. Die Bischofsweihe spendete ihm der Erzbischof von Guadalajara, Juan Kardinal Sandoval Íñiguez, am 8. Januar des nächsten Jahres; Mitkonsekratoren waren Justo Mullor García, Apostolischer Nuntius in Mexiko, und Javier Navarro Rodríguez, Bischof von San Juan de los Lagos.
Am 8. Februar 2003 wurde er zum Bischof von Tabasco ernannt. Am 29. April 2010 wurde er von Papst Benedikt XVI. zum Bischof von Celaya ernannt und am 24. Juni desselben Jahres in das Amt eingeführt.
Papst Franziskus nahm am 12. Juni 2021 seinen altersbedingten Rücktritt an.